# ヴァルトブルク城
ヴァルトブルク城（ヴァルトブルクじょう）は、ドイツのテューリンゲン州にある史跡である。ゲーテ街道沿いにあるアイゼナハ郊外の山上に位置する。1999年12月、ユネスコの世界遺産（文化遺産）に登録された。漆黒の外見が特徴的である。

## 概要

### 歴史と伝説
築造と再建
古文書に初めて登場するのは1080年である。1067年、テューリンゲン伯ルートヴィヒ・デア・シュプリンガー（跳躍伯）が狩りに行き、美しい森の中の山に達し、「待て（wart）、山よ、汝我が城（Burg）となれ！」と叫んだことに由来するとされる。別の伝説では、ルートヴィヒはある時狩りに行き、獣を追ううちにある山に達した。家臣の到着をまっていたが、その山が気に入ったので策を練って自分の領地に組み入れ城を建設した。家臣の到着を「待った」ので「待つ城」と命名したというもの。フランクフルト・アム・マインからアイゼナハやエアフルトを経由してライプツィヒに通じる重要な街道を見下ろす、戦略的に重要な地に築かれたこの城の名の Wart は、学問的には、>Platz, von dem man ausspäht<「周囲を監視できる場所」と解釈されている。
ザクセン・ヴァイマル・アイゼナッハ大公カール・アレクサンダー（1818-1901）は、国民劇場前のゲーテ・シラー記念碑等のモニュメントを建立するなど、ヴァイマルの黄金時代の顕彰に努めたが、荒廃していたヴァルトブルク城の再建も行った。
歌合戦伝説
中世の伝説、「ヴァルトブルクの歌合戦」（de:Sängerkrieg auf der Wartburg）の舞台となった。12世紀ドイツの芸術保護で著名なテューリンゲン方伯ヘルマン1世の宮廷で歌合戦が催されたという設定になっている。
後に13世紀に入って「ヴァルトブルクの歌合戦」の題で競演的・論争的な歌がまとめられた。
マネッセ写本の伝える「歌合戦」の挿絵には、ドイツ中世最大の抒情詩人ヴァルター・フォン・デア・フォーゲルヴァイデやその師匠ラインマル・デア・アルテのほか、叙事詩の大作『パルチヴァール』を著わしたヴォルフラム・フォン・エッシェンバッハそしてハインリヒ・フォン・オフターディンゲンが歌を競い合った詩人として描かれている。
リヒャルト・ワーグナーは「ヴァルトブルクの歌合戦」の伝説をもとに楽劇『タンホイザー』を作曲している。
聖女エリーザベト
1224/27年、テューリンゲン方伯ルートヴィヒ4世とその妃エリーザベト（死後4年を経ずして聖者とされたハンガリー王女エルジェーベト）の治世中、この城においてしばしば「方伯宮廷会議」（Der landgräfliche Hof）が催されたらしい。
マルティン・ルターとドイツ語訳聖書
ヴォルムス帝国議会で帝国追放刑を宣告された後、マルティン・ルターがザクセン選帝侯フリードリヒ3世の保護の元隠れ住み、聖書のドイツ語訳をした場所としても知られている。現在では、ルター自身が注釈をつけた1541年版の新約聖書が、城の一室に展示されている。また、ルターが悪魔にインク瓶を投げつけた為に出来たという伝説で有名なインクの染みが今でも残っている。
ルターを尊敬していたゲーテは、ヴァイマル公国の宰相となってからも、アイゼナハを度々訪れ、シャルロッテ・フォン・シュタインには城からの眺めの美しさを伝える手紙を認め、また古城の絵を描いている。
ヴァルトブルクの火祭り　　
ナポレオン率いるフランス軍を相手にドイツ連合軍の勝利した解放戦争の後、「イエナ大学で発足したブルシェンシャフト（新しい学生団体）運動はまたたくまにドイツ各地へと広まって」いき、その「革新的な学生運動」の盛り上がりの中、1817年10月18日にドイツ各地から約 500名の学生がヴァルトブルクに集合して「思想の自由と祖国解放という二重の意味を込めた祭典」を催した。宗教改革 3 百年祭とライプツィヒ戦勝 4 周年記念を合わせた祭りであった。このいわゆる「火祭り」で「反ドイツ的」書物と旧体制のシンボルたる辮髪等が火に投じられた。

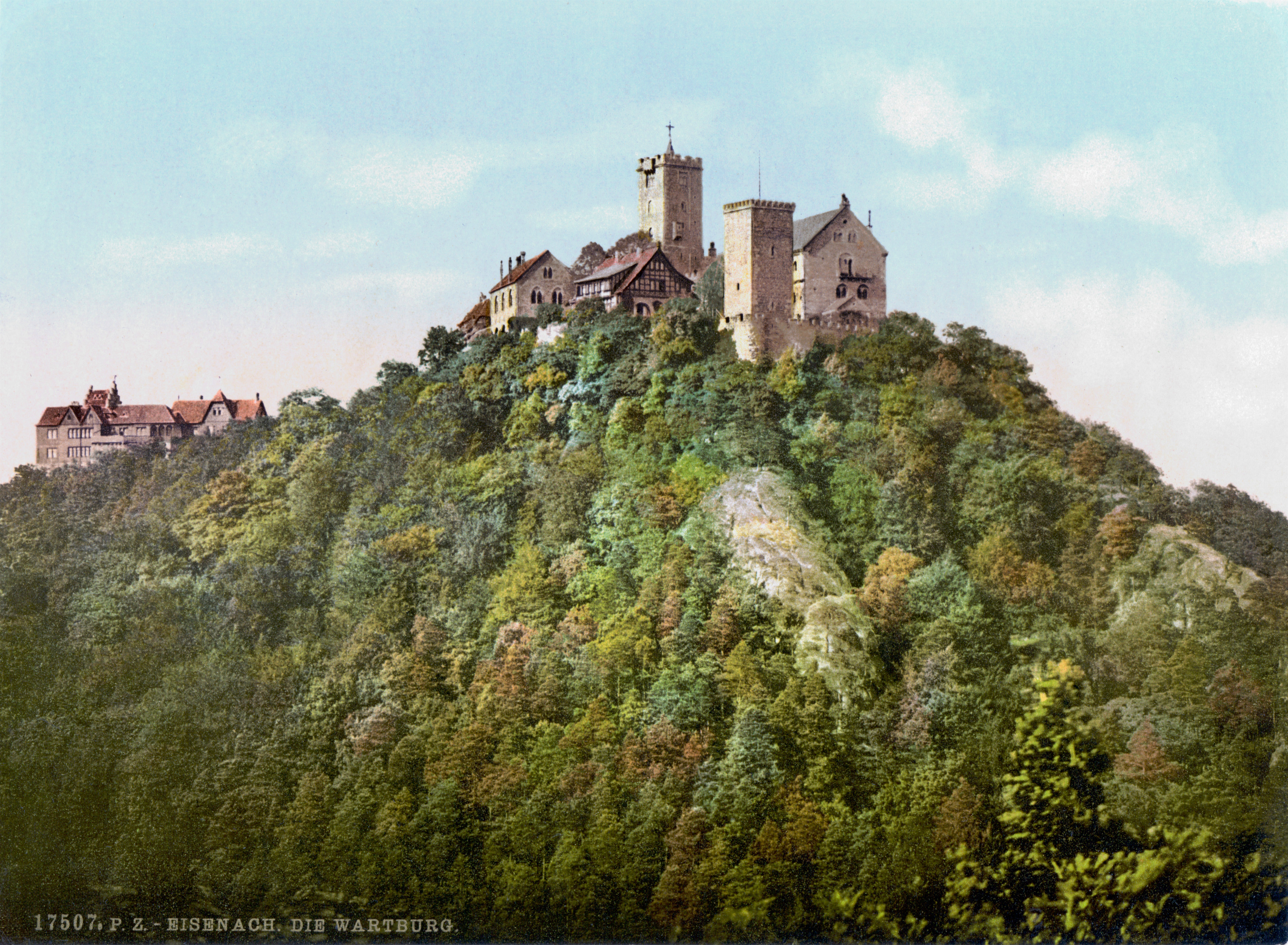
ヴァルトブルク城（1900年）

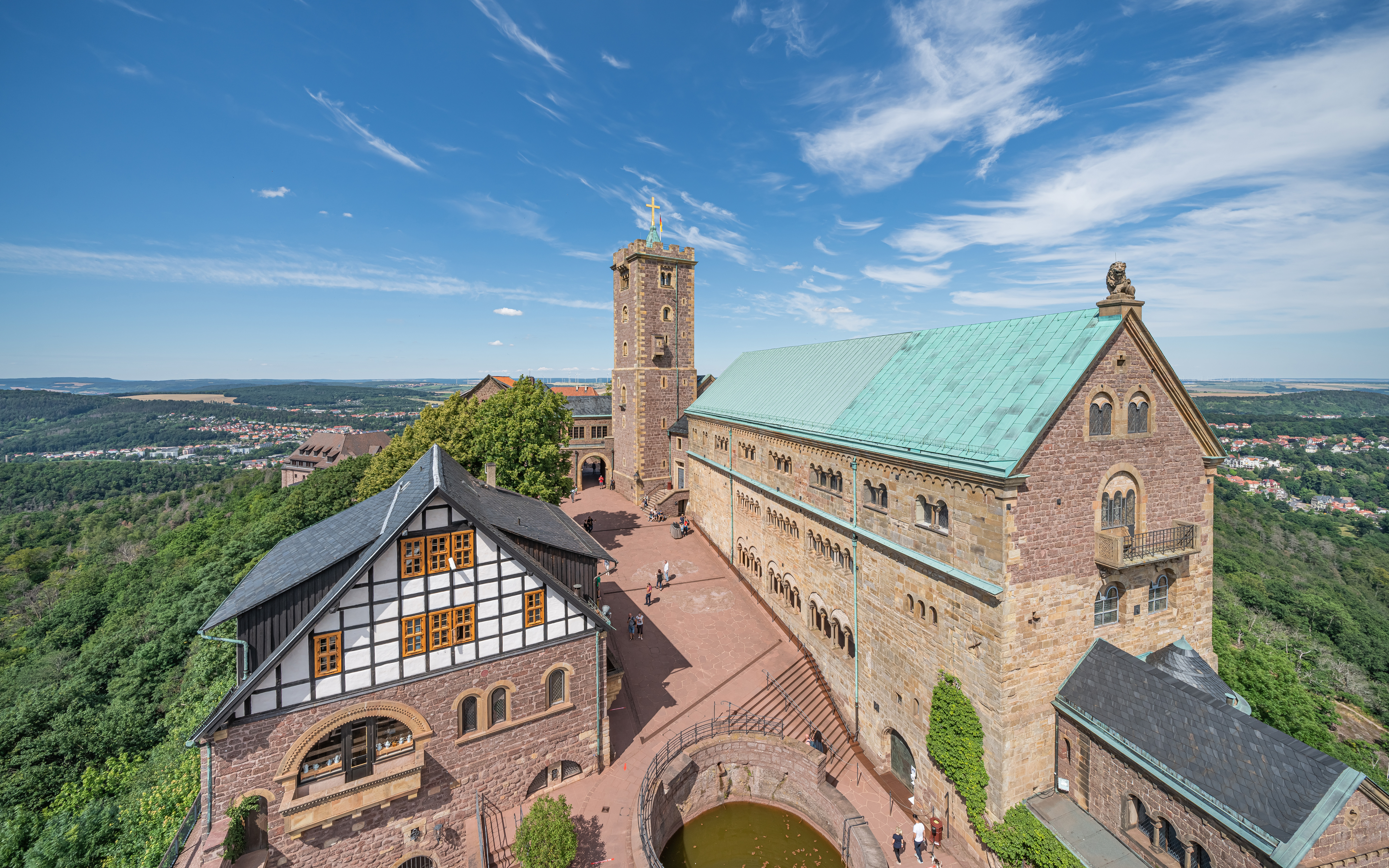

## 世界遺産
この世界遺産は世界遺産登録基準のうち、以下の条件を満たし、登録された（以下の基準は世界遺産センター公表の登録基準からの翻訳、引用である）。
- (3) 現存するまたは消滅した文化的伝統または文明の、唯一のまたは少なくとも稀な証拠。
- (6) 顕著で普遍的な意義を有する出来事、現存する伝統、思想、信仰または芸術的、文学的作品と直接にまたは明白に関連するもの（この基準は他の基準と組み合わせて用いるのが望ましいと世界遺産委員会は考えている）。